# ماشین زمان (فیلم ۱۹۶۰)
ماشین زمان (انگلیسی: The Time Machine) فیلمی در ژانر علمی–تخیلی به کارگردانی جرج پال است که در سال ۱۹۶۰ منتشر شد. از بازیگران آن می‌توان به راد تیلور، آلن یونگ، تام هلمور، ایوت میمی‌یو و دوریس لوید اشاره کرد.

## داستان
در پنجم ژانویه ۱۹۰۰، چهار دوست برای صرف شام به خانهٔ جورج، مخترعی ساکن لندن، می‌آیند. او ابتدا غایب است، اما ناگهان در حالی ظاهر می‌شود که خسته و پریشان به نظر می‌رسد. سپس ماجرایی را که برایش رخ داده برای دوستانش تعریف می‌کند.
در شامی که پیش‌تر، در شب سال نو، برگزار شده بود، جورج گفته بود که زمان، بُعد چهارم است. او یک نمونهٔ کوچک از ماشین زمانش را به دیوید فلبی، دکتر فیلیپ هیلییر، آنتونی برایدول و والتر کمپ نشان می‌دهد. وقتی اهرم کوچکی روی دستگاه فشار داده می‌شود، ماشین فوراً ناپدید می‌گردد. جورج می‌گوید ماشین به آینده رفته، اما دوستانش تردید دارند. گروه خانهٔ جورج را ترک می‌کند، هرچند فلبی با تردید می‌رود چون حس می‌کند حال جورج مساعد نیست. پس از رفتن آن‌ها، جورج به آزمایشگاه شخصی‌اش می‌رود، جایی که ماشین زمان در اندازهٔ واقعی قرار دارد.
جورج ابتدا در فواصل کوتاه زمانی به جلو سفر می‌کند و سپس به سپتامبر ۱۹۱۷ می‌رسد. او با پسر فلبی، جیمز، دیدار می‌کند که می‌گوید پدرش در جنگ جهانی اول کشته شده است. جورج به ماشین بازمی‌گردد و در ژوئن ۱۹۴۰، در میانهٔ بلیتز و جنگی تازه ظاهر می‌شود. او سپس به اوت ۱۹۶۶ سفر می‌کند. مردم در حال دویدن به سوی پناهگاه ضدبمب هستند و آژیر خطر در حال نواختن است. جیمز فلبی سالخورده از او می‌خواهد پناه بگیرد. جورج به‌سختی به ماشین زمان بازمی‌گردد، در حالی که یک «ماهوارهٔ اتمی» منفجر می‌شود، لندن را نابود می‌کند و باعث فوران آتشفشانی می‌شود که شهر را در گدازه دفن می‌کند. گدازه بالا می‌آید، سرد و سخت می‌شود و جورج را درون صخره حبس می‌کند، تا زمانی که با فرسایش آن، بتواند دوباره حرکت کند. سرانجام گدازه فرسوده می‌شود و چشم‌اندازی سرسبز و دست‌نخورده نمایان می‌گردد.
جورج در دوازدهم اکتبر ۸۰۲٬۷۰۱ در نزدیکی پایهٔ یک ابوالهول توقف می‌کند. او با مردان و زنانی جوان با لباس‌های ساده روبه‌رو می‌شود که در کنار جوی آبی جمع شده‌اند. یکی از آن‌ها که جریان آب با خود می‌برد، فریاد کمک سر می‌دهد، اما دیگران بی‌تفاوت می‌مانند. جورج او را نجات می‌دهد. نام او وینا است و مردمش الوی نام دارند؛ آن‌ها نه کار می‌کنند، نه کتاب می‌خوانند و نه دانشی از گذشته دارند. غذا همیشه برایشان فراهم می‌شود. یکی از مردان جورج را به کتابخانه‌ای می‌برد، اما کتاب‌ها با لمس انگشت خرد می‌شوند. جورج خشمگین می‌خواهد آنجا را ترک کند، اما ماشین زمانش ناپدید شده و به درون ابوالهول بسته کشیده شده است. وینا که همراه او مانده، می‌گوید مورلاکها مسئول هستند و تنها شب‌ها بیرون می‌آیند. یکی از مورلاک‌های زشت‌چهره به وینا حمله می‌کند، اما جورج با مشعلی روشن او را دور می‌کند.
روز بعد، وینا به جورج سازه‌های مخروطی‌شکلی را نشان می‌دهد که سطح زمین را پوشانده‌اند و دریچه‌های هوا هستند که به غارهای مورلاک‌ها راه دارند. او همچنین موزه‌ای باستانی را نشان می‌دهد که «حلقه‌های سخنگو» داستان جنگی ۳۲۶ ساله میان شرق و غرب را نقل می‌کنند که جو زمین را آلوده کرده است. حلقه‌ای دیگر از نبرد بشر برای بقا می‌گوید؛ بسیاری زیر زمین زیستند، برخی به سطح بازگشتند. جورج درمی‌یابد که این، آغاز گونه‌زایی بود که به پیدایش الوی‌ها و مورلاک‌ها انجامید. وقتی می‌خواهد وارد یکی از دریچه‌ها شود، آژیر خطر دوباره از ابوالهول پخش می‌شود. الوی‌ها در حالت خلسه به سوی درهای باز در پایهٔ ابوالهول می‌روند. آژیر خاموش می‌شود و درها بسته می‌شوند و وینا و چند تن دیگر را درون خود زندانی می‌کنند، در حالی که دیگران بی‌تفاوت بازمی‌گردند.
جورج از طریق یکی از دریچه‌ها وارد غارها می‌شود. او درمی‌یابد که مورلاک‌ها الوی‌ها را برای تغذیه پرورش می‌دهند. او وینا را می‌یابد و با موجودات مبارزه می‌کند و در نهایت الوی‌ها را به دفاع از خود ترغیب می‌کند. او آتش می‌افروزد و الوی‌ها را به سطح زمین هدایت می‌کند. سپس شاخه‌های درخت را به درون دریچه‌ها می‌اندازند. آتش حاصل موجب سوختن و در نهایت فروپاشی غارها می‌شود.
صبح روز بعد، درهای ابوالهول باز شده‌اند. جورج ماشین زمانش را می‌بیند. هنگامی که وارد ابوالهول می‌شود، درها بسته می‌شوند و مورلاک‌ها به او حمله می‌کنند. او می‌گریزد و به سال ۱۹۰۰ بازمی‌گردد.
پس از بازگویی ماجرا، دوستانش همچنان تردید دارند. او گلی را که وینا به او داده نشان می‌دهد و فلبی، که گیاه‌شناسی آماتور است، می‌گوید این گل متعلق به گونه‌ای ناشناخته است. جورج با مهمانانش خداحافظی می‌کند. فلبی کمی بعد بازمی‌گردد و می‌بیند جورج و ماشین زمانش ناپدید شده‌اند. مستخدمه، خانم واچت، می‌گوید تنها سه کتاب از خانه کم شده که نتوانسته آن‌ها را شناسایی کند. فلبی گمان می‌برد جورج به آینده دور بازگشته تا به الوی‌ها در ساخت تمدنی نوین کمک کند. وقتی خانم واچت می‌پرسد آیا جورج بازخواهد گشت، فلبی می‌گوید: «او تمام وقت دنیا را در اختیار دارد.»